# 인수분해

대수론과 대수학에서 인수분해(因數分解, 영어: factorization)는 주어진 정수 또는 다항식을 인수들의 곱셈 형식으로 만드는 것이다. 즉, '두 개 이상의 부분으로 분리'(separate into a number of parts)하는 것으로, 전개와 상반된 개념이다. 특히, 정수의 집합에서 어떤 주어진 정수를 소수들의 곱으로 표현하는 것을 소인수 분해라고 한다. 따라서 소인수 분해는 인수분해의 일종이 된다. 또한 인수 분해는 약수가 n개인 자연수의 소인수분해를 구하는데 사용된다. 그리고 약수가 특정 자연수 n개인 자연수의 소인수의 개수가 최대한 많으려면 소인수 분해를 먼저 구하면 된다. 일반적으로는 한 다항식을 두 개 이상의 인수의 곱으로 분해하는 것을 말한다. 즉, 전개의 역이다. 이러한 관계를 표현한 것은 곱셈 공식이 되겠다.
예를 들어 {\displaystyle x^{2}+7x+12}의 경우 {\displaystyle (x+3)(x+4)}로 만드는 것을 말한다. 이와 반대로 {\displaystyle (x+3)(x+4)}을 {\displaystyle x^{2}+7x+12}로 만드는 것은 전개(expansion)라고 한다.
인수분해의 목적은 보통 어떤 원소를 더 기초적이고 간단한 조각으로 분해하는 데 있다. 예를 들어, 수를 소수들의 곱으로, 다항식을 인수분해 되지 않는 다항식으로 분해하는 것이다. 그리고 다항식의 경우는, 변수 {\displaystyle x}에 대하여 {\displaystyle x}가 근삿값일 때, 근삿값을 참값에 가깝게 계산하기 위함과 방정식 등을 풀기 위해 사용한다. 정수 집합에서는 산술의 기본 정리, 다항식의 집합에서는 대수학의 기본 정리와 관련이 있다. 그러나 모든 환에서 인수분해가 더 이상 분해되지 않는 원소들의 곱으로 유일하게 표현되는 것은 아니다. 유일한 인수분해가 성립하는 가환환을 유일 인수 분해 정역이라고 한다.
큰 정수의 소인수 분해는 매우 어려운 작업이다. 현재까지 충분히 빠른 속도로 이러한 작업을 수행하는 알고리즘이 알려져 있지 않으며, RSA 암호 알고리즘은 이를 근거로 작동한다.

## 다항식의 인수 분해
다항식의 계수의 집합을 어느 범위로 한정하느냐에 따라 인수분해의 결과가 달라질 수 있다. 예를 들어, 계수를 유리수로 한정할 경우 {\displaystyle x^{2}-2}과 {\displaystyle x^{2}+2}는 모두 인수분해 되지 않으므로 기약다항식(Irreducible polynomial)이 된다. 그러나 실수로 확장하면 {\displaystyle x^{2}-2}는 {\displaystyle (x-{\sqrt {2}})(x+{\sqrt {2}})}로 인수분해 되고, {\displaystyle x^{2}+2}는 여전히 기약다항식이 된다. 계수를 복소수로 더 확장하면 비로소 {\displaystyle x^{2}+2}는 {\displaystyle (x-{\sqrt {2}}i)(x+{\sqrt {2}}i)}로 인수분해 된다. 계수에 복소수를 허용하면 대수학의 기본 정리에 의해 모든 복소계수 다항식이 일차식으로 항상 인수분해 가능하다.

### 이차식
이차식 {\displaystyle ax^{2}+bx+c}가 주어져 있을 때, 이 이차식의 값을 0으로 만드는 두 원소 {\displaystyle \alpha ,\beta }가 있다면 다음과 같이 인수분해 된다.
{\displaystyle a(x-\alpha )(x-\beta )}
또한 이차방정식의 근의 공식을 이용하여 다음과 같이 계수로 표현가능하다.
{\displaystyle {ax^{2}+bx+c=a(x-\alpha )(x-\beta )=a\left(x-{\frac {-b+{\sqrt {b^{2}-4ac}}}{2a}}\right)\left(x-{\frac {-b-{\sqrt {b^{2}-4ac}}}{2a}}\right),}}

### 고차식
삼차, 사차식의 경우에는 근의 공식을 이용할 수도 있다. 그러나 계산과정이 길고 손으로 직접하기에는 어려움이 따른다.
특별한 고차식에 적용할 수 있는 다양한 곱셈 공식들이 있는데, 이러한 몇몇 공식들은 중고교 교과과정에서 자주 등장한다. 예를 들어,
{\displaystyle a^{3}\pm b^{3}=(a\pm b)(a^{2}\mp ab+b^{2})}
{\displaystyle a^{3}+b^{3}+c^{3}-3abc=(a+b+c)(a^{2}+b^{2}+c^{2}-ab-bc-ca)}
{\displaystyle a^{4}+a^{2}b^{2}+b^{4}=(a^{2}+ab+b^{2})(a^{2}-ab+b^{2})}
{\displaystyle a^{4}+4b^{4}=(a^{2}+2b^{2}+2ab)(a^{2}+2b^{2}-2ab)}
와 같은 공식들이 있다. 이와 같은 공식들이 적용되지 않는다면 적당히 추측하는 방법을 동원하여 조립제법을 쓰는 경우도 있다.
만일 {\displaystyle px^{4}\pm qx^{2}\pm a}의 꼴인 경우 {\displaystyle x^{2}=X}로 치환해 합차공식을 적용시킬 수도 있다.
위 공식을 사용하여 1보다 큰 모든 정수 n에 대해 {\displaystyle n^{4}+4^{n}}이 다음과 같이 항상 소수가 아님을 알 수 있다.(헝가리 Kürschák 경시대회 1978년 문제)
(증명) {\displaystyle n}이 짝수일 경우 {\displaystyle n^{4}+4^{n}}은 짝수이다. {\displaystyle n}이 홀수일 경우, {\displaystyle n^{4}+4^{n}=n^{4}+4\cdot 4^{2k}=n^{4}+4\cdot (2^{k})^{4}}이므로 역시 합성수가 된다.

## 2
모든 공식에 복부호 동순이 적용된다.
2차식
- {\displaystyle ma\pm mb=m(a\pm b)}
- {\displaystyle a^{2}\pm 2ab+b^{2}=(a\pm b)^{2}}
- {\displaystyle a^{2}-b^{2}=(a+b)(a-b)}
- {\displaystyle x^{2}+(a+b)x+ab=(x+a)(x+b)}
- {\displaystyle acx^{2}+(ad+bc)x+bd=(ax+b)(cx+d)}
- {\displaystyle a^{2}+b^{2}+c^{2}+2ab+2bc+2ca=(a+b+c)^{2}}

3차식
- {\displaystyle a^{3}\pm 3a^{2}b+3ab^{2}\pm b^{3}=(a\pm b)^{3}}
- {\displaystyle a^{3}\pm b^{3}=(a\pm b)(a^{2}\mp ab+b^{2})}
- {\displaystyle (a+b+c)(ab+bc+ca)-abc=(a+b)(b+c)(c+a)}
- {\displaystyle a^{3}+b^{3}+c^{3}-3abc=(a+b+c)(a^{2}+b^{2}+c^{2}-ab-bc-ca)={\frac {1}{2}}(a+b+c)[(a-b)^{2}+(b-c)^{2}+(c-a)^{2}]}

4차식
- {\displaystyle a^{4}+a^{2}b^{2}+b^{4}=(a^{2}+ab+b^{2})(a^{2}-ab+b^{2})}

## 같이 보기
- 곱셈 공식
- 곱셈 공식의 변형
- 유일 인수 분해 정역
- 산술의 기본 정리
- 대수학의 기본 정리

## 참고 문헌
- Burnside, William Snow; Panton, Arthur William (1960) [1912], 《The Theory of Equations with an introduction to the theory of binary algebraic forms (Volume one)》, Dover
- Dickson, Leonard Eugene (1922), 《First Course in the Theory of Equations》, New York: John Wiley & Sons
- Fite, William Benjamin (1921), 《College Algebra (Revised)》, Boston: D. C. Heath & Co.
- Klein, Felix (1925), 《Elementary Mathematics from an Advanced Standpoint; Arithmetic, Algebra, Analysis》, Dover
- Selby, Samuel M., 《CRC Standard Mathematical Tables》 18판, The Chemical Rubber Co.